# 辰巳の森緑道公園
辰巳の森緑道公園（たつみのもりりょくどうこうえん）は、東京都江東区辰巳に所在する都立の海上公園（東京都港湾局所管）である。

## 概要
公園は湾岸道路沿いにあり、湾岸道路を始点として伸びる三ツ目通りで東側と西側に分かれている。三ツ目通りと辰巳の森海浜公園に挟まれた緑地もこの公園の一部である。
西端は辰巳運河、東端は曙運河に面しており、園内は樹木や草花など緑が多く、周辺住民の憩いの場となっている。特に園内の桜並木は江東区内でも有数のものとして知られる。園内には自転車路が整備されており、サイクリングにも適した公園である。
通年入園自由、無料。男女別型トイレ（2箇所）・ベンチ・飲料自動販売機・子ども用遊具有り。

## 主な施設
- 桜並木
- 芝生広場
- 遊具（タコ遊具、パンダ遊具など）
- 運動広場

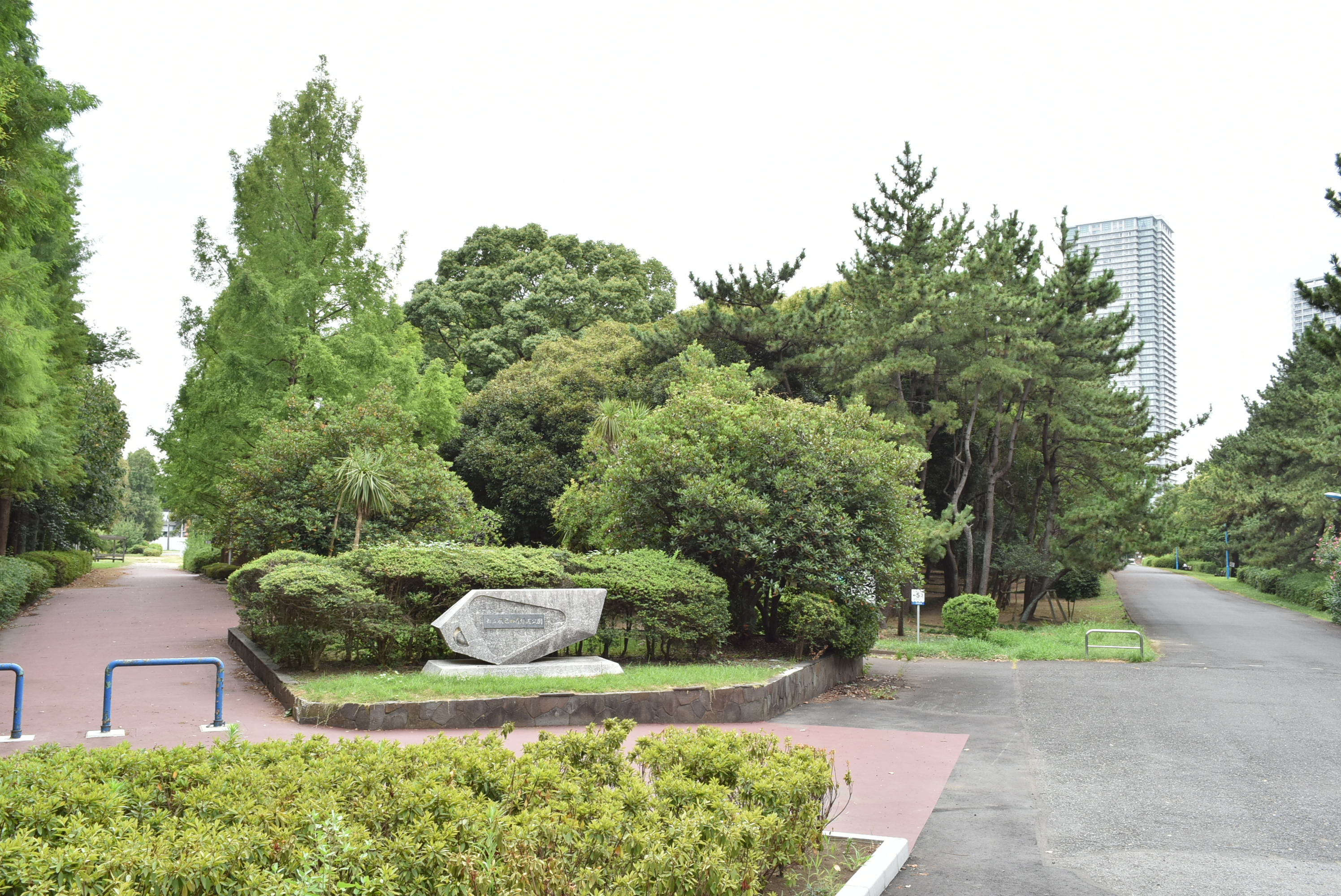
辰巳の森緑道公園入口（2018年7月27日撮影）
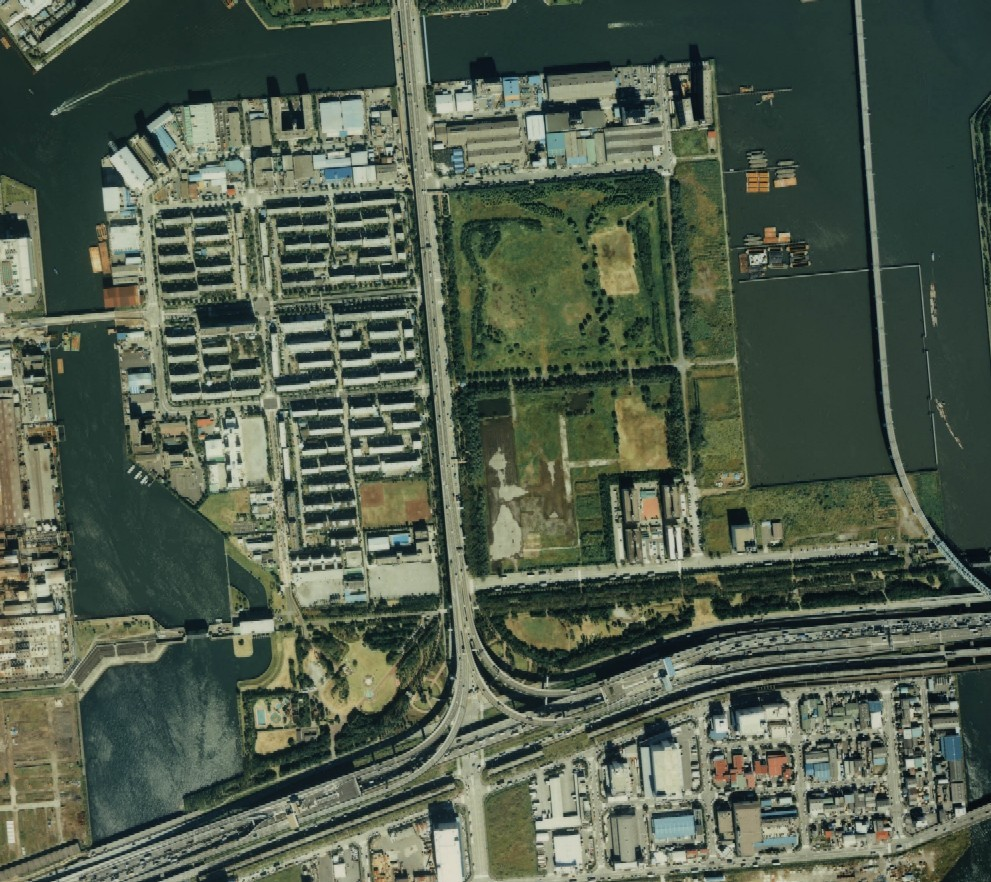
航空写真に見る江東区辰巳付近の様子。1989年度撮影。辰巳の森緑道公園は写真下部に見られる高速道路のジャンクション付近の東西に伸びる緑地である。辰巳の森緑道公園の上部に見られる四角形の緑地は後の辰巳の森海浜公園である。国土交通省 国土地理院 地図・空中写真閲覧サービスの空中写真を基に作成

## アクセス
鉄道
- 地下鉄有楽町線・辰巳駅から徒歩1分。

バス
「辰巳駅前」から徒歩約1分。
- 都営バス
  - 錦13
  - 門19

## 周辺施設
- 辰巳の森海浜公園（隣接）
- 東京辰巳国際水泳場
- 東京アクアティクスセンター